# Пухирник середній
Пухи́рник сере́дній (Utricularia intermedia) — рідкісна багаторічна рослина родини пухирникових. Вид занесений до Червоних книг України і Польщі. Маловідома декоративна культура.

## Опис
Водна трав'яниста рослина, плейстофіт. Коренева система редукована. Стебла завдовжки 10–20 см. Вегетативні пагони двох типів: одні несуть зелені листки із загостреними, щетиноподібними долями, інші, безбарвні, мають пухирці з клапанами. Листки завдовжки 4–20 мм, завширшки 7–32 мм, пухирці до 5 мм завширшки.
Суцвіття — 2–6-квіткові китиці, що підіймаються над поверхнею води на 10–20 см. Квітки двостатеві, 12–15 мм завдовжки. Віночок двогубий, жовтий із червоними смужками. Нижня губа округла, пласка, тупа, шпорець ціліндричний. Плід — куляста коробочка завширшки 3–4 мм.
Число хромосом 2n = 44.

## Екологія
Рослина зростає у прісних замкнених водоймах, на болотах і торфовищах на глибині 10–150 см. Віддає перевагу водоймам з постійним рівнем води, низьким або середнім вмістом органічних речовин, муловато-торфовими чи торфовими донними відкладеннями. Часто утворює угруповання з різними сфагнами або близьким видом — пухирником малим.
Пухирник середній — один з небагатьох видів хижих рослин у флорі України. Оскільки цей вид не має коренів, то постачання азотистих речовин для нього дуже утруднене (тих, що розчинені у воді недостатньо). Щоб запобігти дефіциту азотистих сполук, пухирник середній пристосувався ловити дрібних безхребетних тварин, що мешкають у водоймах. Клапани пухирців при наближенні потенційної жертви рухаються і комаху засмоктує всередину потоком води, після цього вона перетравлюється всередині пухирця за допомогою ферментів.
Квітне у червні-серпні, плодоносить у вересні. Несприятливі умови рослини переносять за допомогою особливих зимуючих бруньок (туріонів), вони ж є і головним засобом вегетативного розмноження. Насіннєве відтворення грає другорядну роль.

## Поширення
Ареал виду циркумполярний, тобто охоплює широкою смугою помірні області Євразії і Північної Америки. Пухирник середній розповсюджений по всій Європі від Скандинавії до Середземномор'я, а також у Сибіру, на Далекому Сході, Кавказі, Японських островах, у Китаї.
В Україні ця рослина поширена переважно у Поліссі, і лише зрідка — в лісостепу.

## Значення і статус виду
Найбільшими загрозами для виду є коливання рівня води, її забруднення, а також осушення водойм. Пухирник малий охороняється в Черемському, Поліському, Рівненському заповідниках, національних парках «Прип'ять-Стохід», Шацькому і Нобельському.  
Рослина зрідка використовується як декоративна.

## Синоніми
- Lentibularia intermedia (Hayne) Nieuwl. & Lunell
- Utricularia grafiana Koch
- Utricularia media Schumach.[1]